# Karl Weinberger (Bildhauer)
Karl Weinberger (* 25. April 1885 in München; † 25. Februar 1953 ebenda) war ein deutscher Bildhauer und Bauplastiker, der hauptsächlich in Hamburg arbeitete.

## Leben

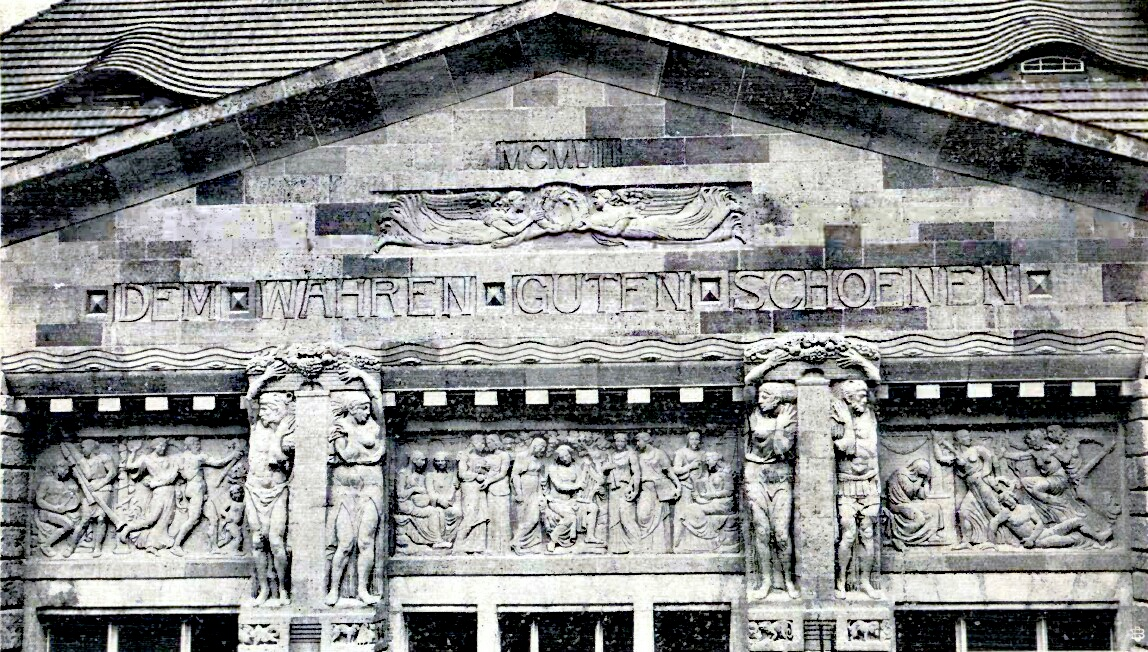
Die Reliefs an der Fassade des Theaters in Lübeck

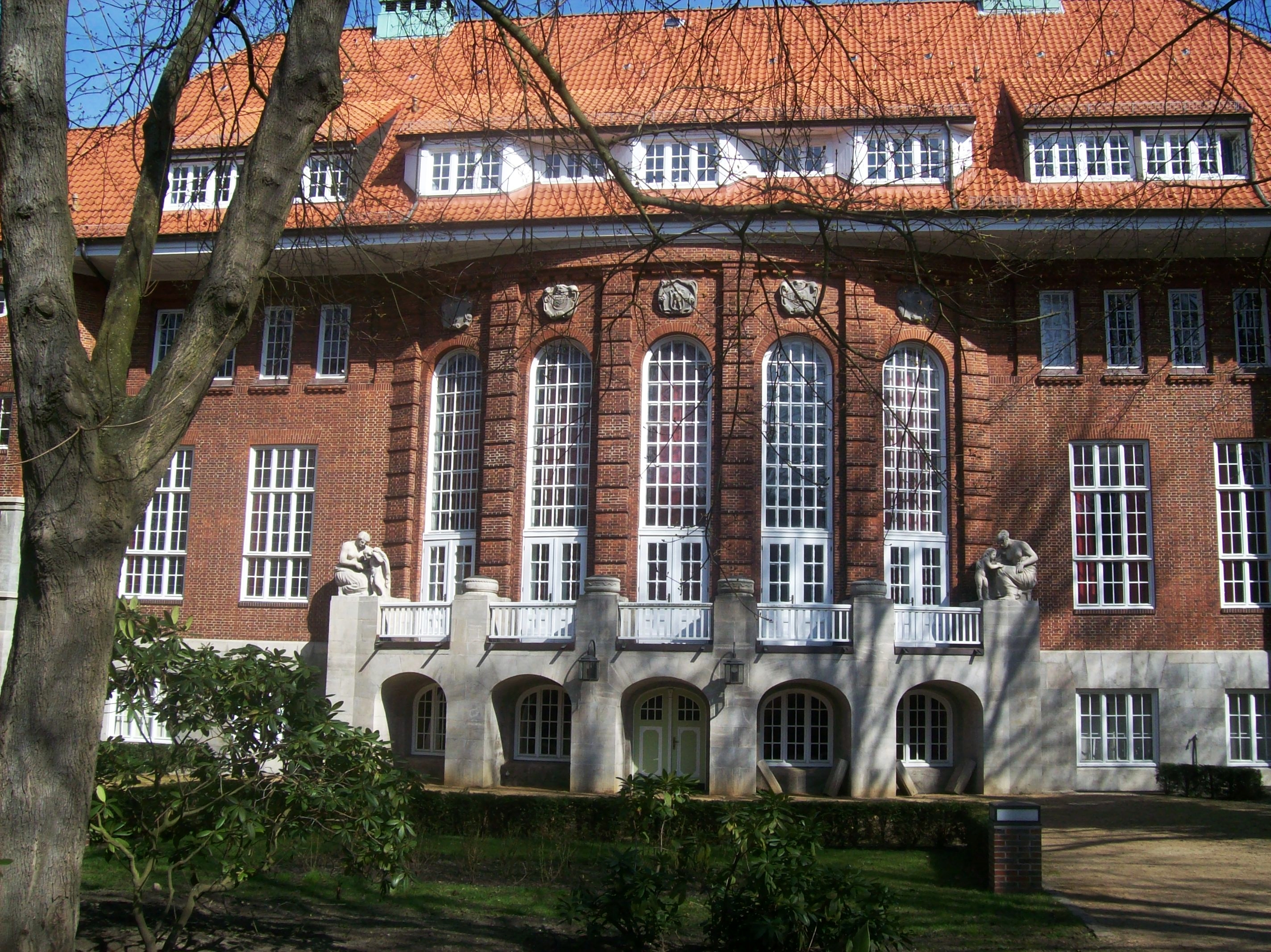
Bauschmuck an der Fassade des Erika-Hauses in Hamburg

Weinberger studierte an der Münchner Kunstakademie. Er war später in Dresden ein Schüler des Bildhauers Georg Wrba und war mit ihm zusammen, unter anderem bei der ornamentalen Gestaltung der Villa Wollner in Dresden beschäftigt (1909 von Architekt Wilhelm Kreis, Dresden). Er arbeitete hauptsächlich in Stein, aber auch in Holz.
Die das Giebeldreieck vom „neuen“ 1908 in Lübeck eröffneten Stadttheater, Architekt Martin Dülfer aus Dresden, tragende Gruppe von Karyatiden und Atlanten war seine Arbeit.
Weinberger machte sich 1909 selbständig und war ab 1911 in Hamburg ansässig.
Er schuf Schlusssteine und Wappen für den Neubau der Friedrich-August-Brücke in Dresden (1910 von Wilhelm Kreis), ein Panther-Relief für das (alte) Grassimuseum in Leipzig, plastischen Schmuck für die Doppelvilla Gruber / Hubach in Mannheim-Waldhof (1909 von Architekt Oswin Hempel, Dresden) und Bauplastik für das Drägerwerk in Lübeck. Später erhielten viele Hamburger Staatsbauten ihre Bauplastik von seiner Hand, zum Beispiel die Figurengruppen „Frau mit Kind“ am Erika-Haus des Universitätskrankenhauses Eppendorf.